# Іренівка
Іренівка (пол. Irenówka) — колишня частина села Майдан Гірний у Польщі, в Люблінському воєводстві Томашівського повіту, ґміни Томашів.

## Історія
Первісним населенням Іренівки були русини-лемки, які компактно проживали на своїх історичних землях.